# بينغت يونسون
بينغت يونسون هو سياسي سويدي، ولد في عقد 1390، وتوفي في 1450. انتخب وصي العرش.